# بلينة
البلينة (الاسم العلمي: Plinia) هو جنس من النباتات يتبع فصيلة الآسية من رتبة الآسيات.

## أنواع البلينة
- بلينة إكليلية
- بلينة بنامية
- بلينة بنفسجية
- بلينة بيروفية
- بلينة جذعية الإزهار
- بلينة ريشية
- بلينة صخرية
- بلينة قلبية الأوراق
- بلينة قليلة الأزهار
- بلينة كبيرة الأوراق
- بلينة كوبية
- بلينة مأكولة
- بلينة مدببة
- بلينة منقطة